# La settimana bianca
La settimana bianca è un film di genere commedia sexy all'italiana del 1980 diretto da Mariano Laurenti con  Anna Maria Rizzoli, Carmen Russo, Enzo Cannavale, Bombolo e Gianfranco D'Angelo.

## Trama
Dopo aver ottenuto dalla direzione della ditta romana in cui lavorano il permesso, un gruppo di impiegati parte per una settimana bianca a San Sicario. Arrivati alla stazione sciistica invernale, ben presto si scopre che il desiderio degli uomini del gruppo non è tanto quello di sciare quanto piuttosto quello di fare colpo sulla signorina Angela, la bella della comitiva. L'impresa non è delle più facili anche perché oltre agli spasimanti del gruppo di colleghi a fare il filo alla bella Angela ci sono anche Bartocci, un viaggiatore proprietario di una baita locale, e Fabio, un giovane e affascinante maestro di sci. Le mogli gelose sono il principale ostacolo al corteggiamento di Angela quindi alcuni di loro cercano di ripiegare sulla sexy cameriera dell'albergo. Alla fine solo il maestro di sci riesce a fare breccia nel cuore di Angela. Gli altri comunque, tra uno scherzo e l'altro, si divertono per l'intera settimana, specialmente con il cavalier Pasquarelli che a causa della sua miopia diventa la vittima preferita del gruppo.

## Produzione

### Regia
Non estraneo al genere il regista romano Mariano Laurenti ai tempi della realizzazione del film aveva già firmato lavori come Quel gran pezzo dell'Ubalda tutta nuda e tutta calda, L'affittacamere e L'infermiera di notte.

### Cast
La parte principale della ragazza bella e provocante è affidata ad Anna Maria Rizzoli e in parte minore a Carmen Russo. Tra i protagonisti maschili invece oltre al ruolo principale affidato a Gianfranco D'Angelo è da segnalare la presenza per la prima volta insieme nello stesso film di Bombolo e Cannavale.

### Riprese
Le riprese sono avvenute in Piemonte e più precisamente alla Stazione di Torino Porta Nuova e in Val di Susa nella località sciistica di San Sicario.
Product placement
Nella pellicola molti degli indumenti da sci indossati dai protagonisti sono Ellesse. 

## Distribuzione
Il film venne distribuito nelle sale cinematografiche italiane nel mese di agosto del 1980.

### Data di uscita
Le date di uscita internazionali nel corso degli anni sono state:
- 22 agosto 1980 in Italia
- 1º aprile 1982 in Germania Ovest (Ein nackter Po im Schnee)
- 20 aprile 1987 in Portogallo ('Borrachos' Quentes em Neve Fria...)

### Edizioni home video
Nel 2011 la 01 Distribution ha pubblicato per la prima volta in Italia il film in DVD (codice EAN:8032807037769).

## Accoglienza

### Incassi
Si è classificato alla 89ª posizione tra i primi 100 film di maggior incasso della stagione cinematografica 1980-1981.

### Critica
In un articolo pubblicato sul quotidiano La Stampa all'uscita del film nelle sale cinematografiche viene espresso un giudizio negativo. Nello stesso articolo è anche evidenziato che però al botteghino bene o male funzionano sempre e questo vale anche per La settimana bianca che nel suo primo giorno festivo di proiezione in città (su un solo schermo) ha registrato oltre 2000 presenze.